# Dorothy Vaughan
Dorothy Vaughan   (Kansas City, 20 de setembre de 1910 - Hampton, 10 de novembre de 2008) va ser una matemàtica afroamericana que va treballar a la NACA (National Advisory Committee for Aeronautics), l'agència que va precedir la NASA. Abans de treballar al Langley Research Center de la NACA l'any 1943, Vaughan va ser professora de matemàtiques a l'escola secundària Moton High School de Farmville, Virginia.
El 1949, Vaughan es va fer càrrec de la direcció de la West Area Computers, un grup de treball compost exclusivament de dones afroamericanes especialistes en matemàtiques. La matemàtica Katherine Johnson va ser assignada al grup de Vaughan abans de ser transferida a la Divisió de Recerca de Vol de Langley.
Vaughan va continuar a Langley després que la NACA es convertís en la NASA, especialitzant-se durant la resta de la seva carrera en computació i en programació en FORTRAN. Va treballar en la Divisió d'Anàlisi i Computació del Centre de Recerca de Langley i també va participar en les proves del projecte SCOUT (Solid Controlled Orbital Utility Test system) a les instal·lacions de la Wallops Flight Facility.
Es va retirar de la NASA l'any 1971, i va morir el 10 de novembre de 2008.

## Carrera professional
Dorothy Vaughant va néixer a Kansas City, Missouri, però amb set anys, junt amb els seus pares, Leonard i Annie Johnson, es va mudar a Morgantown, West Virginia. Allà va estudiar a l'institut Beechrust fins a l'any 1925, en què es va graduar. Durant aquella època, es van fer evidents les seves capacitats de càlcul. Més endavant, va realitzar la carrera de Matemàtiques a la Universitat de Wilberforce, Ohio. Al 1929, es va graduar i va ser engrescada pels professors de la mateixa universitat perquè anés a cursar alguna carrera a la universitat de Howart. Ella va refusar l'oferta i va començar a treballar com a professora de matemàtiques a l'institut de Robert Russa Moton, situat a Farmville, Virginia, per tal d'ajudar a la seva família durant la Gran Depressió.
Quan va esclatar la Segona Guerra Mundial, l'exèrcit dels Estats Units va començar a reclutar al seu centre d'investigació de Langley a diferents dones matemàtiques amb l'objectiu de millorar els càlculs de les trajectòries aèries dels avions militars. Al desembre de l'any 1943 Vaughan va entrar a treballar a la NACA (National Advisory Committee for Aeronautics).
En aquell moment encara existia una forta segregació racial als Estats Units i, per tant, els negres estaven separats dels blancs. Per una banda, durant l'any 1941, el president dels Estats Units, Franklin Delano Roosevelt, va signar l'ordre executiu 8802 (Prohibition of Discrimination in the Defense Industry) on es prohibia la discriminació racial, religiosa i ètnica en la indústria. I l'any 1943 va signar l'ordre executiu 9346 que pretenia posar fi a la segregació i la discriminació durant la contractació en agències federals. Per l'altra banda, l'exèrcit dels Estats Units es va adonar de la importància de la lluita aèria. Per tal d'augmentar aquesta producció i, gràcies a les noves mesures legislatives, la NACA va començar a contractar minories racials i més matemàtics per abastir la necessitat de processadors de dades. En principi Vaughan va ser contractada temporalment, fins que acabés la seva col·laboració al llarg de la Segona Guerra Mundial, però, motivada per les noves necessitats de la NACA, aviat va ingressar en un grup de dones matemàtiques que tenien la funció de "persones ordinador" o "calculadores humanes" (Human Computers). Es coneixien com a West Area Computers. Es tractava d'un grup, majoritàriament de dones negres matemàtiques, que es trobava separat de les dones blanques, i que era obligat a utilitzar menjadors i lavabos separats. Tot i les desigualtats, aquest grup va anar destacant per les seves contribucions en diverses de les investigacions del laboratori de Langley i molts dels seus càlculs els realitzaven directament a mà o utilitzant algun aparell de l'època que els ajudés.
Un cop finalitzada la guerra, la labor de la NACA es va focalitzar en ajudar a dissenyar el programa espacial dels Estats Units, el qual s'havia format feia poc. La carrera de Dorothy Vaughan va anar millorant de forma ràpida. L'any 1949 va ser elevada al càrrec de supervisora del West Area Computers, convertint-se així en la primera dona negre que aconseguia arribar al càrrec de supervisor i una de les primeres dones que obtenia aquest ascens. Vaughan es va convertir en una defensora del seu grup i denunciava la situació de segregació que vivien, fins i tot lluitava per la desigualtat i demostrava que ells eren iguals que la resta de treballadors. Aquest nou càrrec va generar que guanyés visibilitat i molts enginyers van començar a valorar la feina que feia.
Mentre es donava això, IBM estava adquirint popularitat amb l'invent de l'ordinador. El primer ordinador IBM que es va utilitzar dintre del programa espacial dels Estats Units va ser IBM Card Programmed Calculator. Al principi només es va usar per desenvolupar nous míssils i investigar els avenços tecnològics per part dels soviètics amb Sputnik, però els programadors havien de saber utilitzar un revolucionari llenguatge de programació anomenat FORTRAN, un llenguatge d'alt nivell (encara utilitzat actualment), però que tenia l'objectiu de tenir una velocitat d'execució de llenguatge d'assemblador (llenguatge de programació més baix). Vaughan es va adonar que els Human computers serien reemplaçats per màquines en poc temps. Com a solució, es va convertir en una experta programadora de FORTRAN i va ensenyar als seus companys a estar preparats per a la transició que s'havia de donar.
L'any 1958, la NACA es va convertir en la NASA. Aquest canvi va propiciar un aboliment de les segregacions i les discriminacions dels diferents grups. Dorothy Vauhan i gran part del grup de West Area Computers, Human computers, es van unir a un sol grup que es dedicaven a la computació electrònica, Analysis and Computation Division (ACD). Aquest grup van ajudar en el desenvolupament del Scout Launch Vehicle Program on treballaven en un nou satèl·lit anomenat SCOUT (Solid Controlled Orbital Utility Test).
Dorothy va treballar a la NASA fins a l'any 1971, amb 60 anys. Tot i que mai va aconseguir ascendir més que al laboratori de Langley, va realitzar diferents labors molt importants per l'avenç de la tecnologia nord-americana. Va participar en la Segona Guerra Mundial i en la cursa espacial i va arribar a avançar-se als esdeveniments convertint-se en una experta programadora de FORTRAN.
Un cop va deixar de treballar per la NASA, Dorothy Vaughan va ser membre de Alpha Kappa Alpha, una germanor de dones negres i iberoamericanes que lluitaven pels seus drets. També va formar part de African Methodist Episcopal Church on va ser una gran activista. A més va acabar escrivint una cançó titulada "Math, Math".

## El seu llegat
Dorothy Vaughan va ser una inspiració per a moltes dones i població negra, ja que va ser una figura de lluita. Va dedicar la seva vida a la millora de la tecnologia nord-americana i va viure una constant lluita contra les desigualtats de gènere i racials que hi havia imposades en la societat de l'època. Va poder viure el canvi de l'opressió a la no-segregació que va experimentar en el seu àmbit professional.
Aquesta història va ser recollida en un llibre publicat l'any 2016 per Margot Lee Shetterly que es titula Hidden Figures: The American Dream and the Untold Story of the Black Women Mathematicians Who Helped Win the Space Race. Dorothy Waughan és una de les protagonistes junt amb Katherine Johnson i Mary Jackson, companyes seves de West Area Computers. Més tard, el 20 de gener de 2017 es va estrenar a Espanya la pel·lícula Hidden Figures la qual està basada en el llibre.